# Constance van Aragón (1343-1363)
Constance van Aragón (circa 1343 - Catania, 2 of 18 juli 1363) was van 1361 tot aan haar dood koningin-gemalin van Sicilië. Ze behoorde tot het huis Barcelona.

## Levensloop
Constance was het oudste kind van koning Peter IV van Aragón uit diens eerste huwelijk met Maria van Évreux, dochter van koning Filips III en koningin Johanna II van Navarra. Haar vader probeerde haar begin 1347 aan te stellen als troonopvolgster van Aragón, bij gebrek aan mannelijke erfgenamen, maar dit mislukte. Drie jaar later werd met haar halfbroer Johan I toch een mannelijke erfgenaam geboren.
Op 8 februari 1351 werd ze in Perpignan verloofd met Lodewijk I van Anjou (1339-1384), zoon van koning Jan II van Frankrijk. Het huwelijk vond echter nooit plaats.
Op 11 april 1361 huwde ze in Catania met koning Frederik III van Sicilië (1341-1377) en werd Constance koningin-gemalin van Sicilië. Het echtpaar kreeg een dochter Maria (1363-1401), die in 1377 haar vader opvolgde als koningin van Sicilië en in 1392 huwde met Martinus van Aragón.
Constance overleed in juli 1363, op ongeveer twintigjarige leeftijd. Haar doodsoorzaak is niet duidelijk; ofwel stierf ze aan de pest, ofwel aan complicaties bij de geboorte van haar dochter. Hoe dan ook werd ze bijgezet in de Kathedraal van Catania.